# Хвощинский, Богдан Васильевич
Богдан (Гермоген) Васильевич Хвощинский (1842, Тульская губерния — 1911, Воронеж) - русский кавалерийский офицер, генерал-майор (1886). Городской голова Ялты (1888-1896). Предводитель дворянства Липецкого уезда (1900-1903).

## Биография
Родился в 1842 году. Из дворян Тульской губернии. Сын штабс-капитана Василия Богдановича Хвощинского и Елизаветы  Прокофьевны Хозиковой. Старший брат Владимира Хвощинского. Род был причислен к благородному сословию и внесен 6-ю Часть Родословной книги Воронежской губернии(8.12.1852).
С 16 июня 1861 года поручик Белорусского гусарского полка. С 1863 года служил помощником ремонтёра в Ямбургском уланском полку. Штабс-ротмистр (1865). С 5 февраля 1867 года прикомандирован к Кавалергардскому полку. Поручик (02.09.1867). С 10 февраля 1869 года помощник полкового ремонтёра. Штабс-ротмистр (1870). Уволен от службы 30 сентября 1870 года. С 1 февраля 1872 года вновь помощник ремонтёра в Кавалергардском полку. Ротмистр (1873). С 14 ноября 1876 года служил в лейб-гвардии Драгунском полку. Полковник (1878). В 1884 году зачислен в кадр № 3 кавалерийского запаса. 5 июля 1886 году уволен от службы в чине генерал-майора (с мундиром). 
С 19 ноября 1888 по 7 февраля 1896 года городской голова Ялты.
В 1893 году Ялта была удостоена Золотой медали за санитарное состояние на Всероссийской гигиенической выставке в Санкт-Петербурге. При Хвощинском велась большая работа по благоустройству города и наведению санитарных порядков. При его правлении произошла закладка собора во имя Святого Благоверного князя Александра Невского. Он сам при этом выступил крупным жертвователем стройки. Начато строительство мола, построено новое здание городского театра, часовня Святого Николая на улице Бульварной, завершено переустройство водопровода, открыто ремесленное училище в Верхней Аутке. Были выкуплены у частных лиц участки для расширения городского сада.
С 1900 по 1903 год предводитель дворянства Липецкого уезда Тамбовской губернии.
Скончался в 1911 году в Воронеже.

## Семья
- жена Александра Степановна, дочь Кряжова Степана Лукьяновича (около 1819 - 24.01.1888), городского головы Воронежа (1871-1888)[2].

сыновья:
- Владимир Богданович (25.6.1869 - 13.8.1890, фамильный слеп Вознесенского кладбища Воронежа) прапорщик Кавалергардского полка (10-13.8.1890), скончался от чахотки;
- Александр Богданович (8.1.1872 - 16.4.1884, фамильный слеп Вознесенского кладбища Воронежа),
- Георгий Богданович (ок. 1875 - 8.1.1922, Югославия) ротмистр,
- Василий Богданович (1880 - после 1918) секретарь русского посольства в Риме (1910-1913), коллекционер западноевропейского искусства.